# 강원예술고등학교
강원예술고등학교(江原藝術高等學校)는 대한민국 강원특별자치도 강릉시 구정면 제비리에 위치한 공립 고등학교이다.

## 학교 연혁
- 1997년 2월 13일 : (가칭)강릉예술고 설립추진 위원회 발족(위원장 신봉승)
- 2000년 7월 26일 : 강원도립학교(강원예술고) 설치 조례 공포
- 2000년 12월 11일 : 학교 준공
- 2001년 3월 1일 : 개교
- 2025년 1월 7일 : 2024학년도 제22회 졸업식(졸업생 50명, 졸업생 누계 1,790명)
- 2025년 3월 1일 : 제9대 이한용 교장 취임
- 2025년 3월 4일 : 2025학년도 입학식(59명)

## 설치 학과
- 무용과
- 음악과
- 미술과

## 참고 자료
- 강원예술고등학교 - 한국교육학술정보원 학교알리미